# 梅泰
梅泰（法語：Mettet，法語發音：[mɛtɛ]）是比利时瓦隆大区那慕爾省那慕爾區的一个市镇，西北与埃諾省接壤，通行法语，是比利时法语社群的一部分，面积116.78平方千米，人口13,037人（2018年1月1日）。

## 友好城市
- 法國 德南